# GAR-SI Sahel
Grupos de Acção Rápida - Vigilância e Intervenção no Sahel (GAR-SI Sahel; em francês:  Groupes d’Action Rapides – Surveillance et Intervention au Sahel) é um projeto europeu, financiado pela Comissão Europeia no âmbito do Fundo Fiduciário de Emergência para África (EUTF for Africa) e gerido pela Fundación Internacional y para Iberoamérica de Administración y Políticas Públicas (FIIAPP), que tem como objetivo contribuir para a segurança da população e a estabilização tanto dos países do Sahel (Mauritânia, Burkina Faso, Mali, Níger, Senegal, Chade), como dos territórios regionais, incluindo as zonas mais isoladas e transfronteiriças.
Para atingir este objetivo, o projeto, liderado pela Guarda Civil Espanhola com o apoio da Gendarmaria Nacional Francesa, da Arma dos Carabineiros Italiana e da Guarda Nacional Republicana Portuguesa, visa a criação de unidades similares aos Grupos de Ação Rápida (GAR) o que permitiria às forças de segurança dos países da região melhorar a segurança interna, bem como suas capacidades.